# Arcoppia semicostulata
Arcoppia semicostulata är en kvalsterart som först beskrevs av Sandór Mahunka 1985.  Arcoppia semicostulata ingår i släktet Arcoppia och familjen Oppiidae. Inga underarter finns listade i Catalogue of Life.